# Fenerbahçe SK
Fenerbahçe Spor Kulübü [feˈnɛrbahˌtʃɛ] (türkisch: Fenerbahçe Spor Kulübü, deutsch: Fenerbahçe Sport Klub) ist ein türkischer Sportverein aus dem Istanbuler Bezirk Kadıköy. Es gibt Abteilungen für Fußball, Basketball, Boxen, Leichtathletik, Tischtennis, Rudern, Segeln, Schwimmen und Volleyball. Die Vereinsfarben sind Gelb und Dunkelblau.

## Geschichte
Fenerbahçe wurde im Jahr 1907 im Kadıköy gegründet. Die Gründung fand in der Beşbıyıkstraße 3 (Beşbıyık Sokağı 3) in Moda im Erdgeschoss eines Hauses statt. Gründer waren Nurizade Ziya Songülen, Ayetullah Bey und Necip Okaner. Sie gründeten den Verein geheim, da Sultan Abdulhamit II. das Fußballspiel und die Gründung von Fußballvereinen untersagt hatte. Nach der ersten Sitzung der Gründer wird Nurizade Ziya Songülen zum ersten Präsidenten gewählt, während Ayetullah Bey Generalsekretär und Necip Okaner Generalkapitän wird.
1908 erfolgte eine Gesetzesänderung, nach der sich Vereine registrieren lassen mussten. Fenerbahçe SK war der erste Verein, der dieser Pflicht nachkam und sich registrierte. Die erste Fußballmannschaft bestand u. a. aus Asaf Beşpınar, Ziya Hasan, Sami Kocamemi, Ayetullah Bey, Mazhar, Necip Fethi, Galip Kulaksızoğlu, Hüseyin, Hasan und Nevzat. Die Sportler der ersten Stunde stiegen 1909 in die Istanbuler Liga ein und gewannen 1912/13 ihre erste Meisterschaft ohne eine einzige Niederlage.
Fenerbahçe unterhielt die türkischen Fans auch mitten im Krieg (1914–1921). Sie spielten gegen Auswahl-Teams der militärischen Besatzer Istanbuls aus England und Frankreich. Sie bestritten 68 Spiele, gewannen davon 60 Partien, errangen vier Remis und verloren vier Partien. Fenerbahçe spielte 17-mal gegen die französische Auswahl und gewann alle 17 Partien.
Mit einem Marktwert von 2 Milliarden Dollar wurde Fenerbahçe 2008 zum wertvollsten Verein der Welt. Ebenfalls 2008 wurde ein Rekordantrag, der besagt, das Fenerbahçe mit seinen insgesamt neun Abteilungen die höchste Anzahl an Medaillen- und Trophäenerfolgen auf dem Planeten sowie insgesamt 1134 Pokale und Medaillen vorzuweisen hat, im Guinness Buch der Rekorde angenommen.

### Wappen
Das erste Wappen des Vereins ist der Leuchtturm (= Fener), der auf dem Kap Fenerbahçe steht (Bahçe = Garten). Die ersten Farben des Vereins sind die Farben der Narzissen, weiß und gelb, zerstreut um die Fenerbahçe-Halbinsel.

Ehemaliges Wappen von Fenerbahçe

Das Wappen und die Farben wurden 1910 geändert, als das Abzeichen von Topuz Hikmet neu entworfen und die Farben in Gelb und Marine geändert wurden. Das Fenerbahçe-Emblem wurde von Topuz Hikmet entworfen, einem Fußballspieler dieser Zeit, und wurde von Tevfik Haccar, einem Steinmetz aus London, angefertigt. Das Emblem besteht aus fünf Farben: der weiße Teil in Ringform, in dem der Schriftzug 'Fenerbahçe Spor Kulubu 1907' steht, stellt Reinheit und Offenherzigkeit dar, der rote steht für Liebe und die Zugehörigkeit zur Türkei, der Gelbe symbolisiert Bewunderung und Neid, während Marine für den Adel steht, das stehende Eichenblatt symbolisiert die Kraft und Macht von Fenerbahçe, und das Grün sagt aus, dass der Erfolg von Fenerbahçe ewig sein wird.

Jubiläumslogo zum 100-jährigen Bestehen

„Nach Änderung der Vereinsfarben von Gelb und Weiß zu Gelb und Marine war es eine Herausforderung, ein neues Emblem mit den neuen Farben zu kreieren. Erstens brachte ich die Farben der nationalen Fahne, Rot und Weiß, zusammen. Dann zeichnete ich eine Herzform über den roten Bereich. Ich füllte die Herzform mit Marine und Gelb, bevor ich darüber ein Eichenblatt platzierte. Der äußerste weiße Ring diente als Feld für Vereinsname und -feld. Die anderen Verantwortlichen waren mit dem Entwurf zufrieden, und das neue Emblem wurde von Tevfik Haccar, der zu dieser Zeit in Deutschland war, vollendet. Das Emblem hat sich graphisch – auch nachdem Atatürk das neue Alphabet eingeführt hatte – nicht verändert, nur der Schriftzug erscheint seither in lateinischen Buchstaben.“

### Präsidenten
- Ziya Songülen (1907 bis 1908)
- Ayetullah Bey (1908 bis 1909)
- Tevfik Haccar Taşçı (1909 bis 1910)
- Osman Fuat Efendi (1911 bis 1912)
- Hamit Hüsnü Kayacan (1912 bis 1914)
- Hulusi Salih Pascha (1914 bis 1915)
- Sabri Toprak (1915 bis 1916)
- Nâzım Bey (1916 bis 1918)
- Refik Ahmet Nuri Sekizinci (1918 bis 1919)
- Ömer Faruk Efendi (1920 bis 1923)
- Nasuhi Baydar (1924 bis 1925)
- Ali Naci Karacan (1926 bis 1927)
- Muvaffak Menemencioğlu (1928 bis 1932)
- Sait Selahattin Cihanoğlu (1932 bis 1933)
- Hayri Celal Atamer (1933 bis 1934)
- Şükrü Saracoğlu (1934 bis 1950)
- Ali Muhiddin Hacıbekir (1950 bis 1951)
- Osman Kavrakoğlu (1951 bis 1953)
- Bedii Yazıcı (1953 bis 1954)
- Zeki Rıza Sporel (1955 bis 1957)
- Agah Erozan (1958 bis 1959)
- Medeni Berk (1960)
- Hasan Kâmil Sporel (1960 bis 1961)
- Razi Trak (1961 bis 1962)
- İsmet Uluğ (1962 bis 1966)
- Faruk Ilgaz (1966 bis 1974)
- Emin Cankurtaran (1974 bis 1976)
- Faruk Ilgaz (1976 bis 1980)
- Razi Trak (1980 bis 1981)
- Ali Şen (1981 bis 1983)
- Faruk Ilgaz (1983 bis 1984)
- Fikret Arıcan (1984 bis 1989)
- Tahsin Kaya (1986 bis 1989)
- Metin Aşık (1989 bis 1993)
- Güven Sazak (1993 bis 1994)
- Hasan Özaydın (1994)
- Ali Şen (1994 bis 1998)
- Aziz Yıldırım (1998 bis 2018)
- Ali Koç (seit 2018)

## Abteilungen
1. Basketball
  - Damen
  - Herren
2. Boxen
3. Fußball
  - Frauen
  - Herren
4. Leichtathletik
5. Rudern
6. Schwimmen
7. Segeln
8. Tischtennis
9. Volleyball
  - Damen
  - Herren

## Finanzielle Situation
Fenerbahçe gilt allgemein hin als mit Abstand reichster Klub der Türkei.
Anfang 2004 brachte Fenerbahçe, als erster türkischer Verein seine Merchandising-Tochter Fenerbahçe Sportif für 29,5 Millionen US-Dollar an die Börse.
In der Saison 2007/08 erwirtschaftete der Verein einen nationalen Rekordumsatz von 111,3 Millionen Euro. Er war damit der umsatzstärkste Verein der Türkei und weltweit belegte er Platz 19. Fenerbahçe war damit auch der erste türkische Verein, der zu den 20 umsatzstärksten Vereinen der Welt gehörte.
Fenerbahçe ist traditionell der Verein mit dem höchsten Jahresbudget in der Türkei, für das Jahr 2009 wird insgesamt ein Budget in der Größenordnung von ca. 320 Millionen türkischen Lira bereitgestellt, 157 Millionen hiervon allein für die 1. Mannschaft der Fußballabteilung.
Nach dem Korruptionsskandal 2011 wurde der Verein von der UEFA für zwei Jahre für den Europacup gesperrt, erlitt somit einen finanziellen Schaden und der Aktienkurs fiel.

## Erfolge und Titel
Auszüge sportlicher Erfolge.

### Fußball
- Türkische Nationalmeisterschaften: 28 Meistertitel (Rekord) aus …[11]
  - 19 × Süper Lig (ab 1959): 1959, 1961, 1964, 1965, 1968, 1970, 1974, 1975, 1978, 1983, 1985, 1989, 1996, 2001, 2004, 2005, 2007, 2011, 2014
  - 6 × Millî Küme (1937–1950): 1937, 1940, 1943, 1945, 1946, 1950
  - 3 × Türkiye Futbol Şampiyonası (1924–1951): 1933, 1935, 1944

- Türkische Fußball-Pokalwettbewerbe
  - 7 × Türkischer Pokal (Türkiye Kupasi): 1968, 1974, 1979, 1983, 2012, 2013, 2023
  - 9 × Türkischer Supercup (TFF Süper Kupa, ehemals Cumhurbaşkanlığı Kupası): 1968, 1973, 1975, 1984, 1985, 1990, 2007, 2009, 2014
  - uvm.

- Internationale Fußball-Wettbewerbe
  - 1 × Balkanpokalsieger: 1966/67

- Siehe auch: Erfolge und Rankings

### Basketball

#### Herren
- Siehe auch: Erfolge

Fenerbahçe dominierte die Liga seit der Saison 2006/07 bis 2010/11. Denn man hat in jeder Saison seit 2006/07 immer im Finale gespielt und verlor lediglich 2008/09 gegen Anadolu Efes SK (damals Efes Pilsen SK). Nachdem der legendäre Trainer Željko Obradović angeheuert wurde, dominiert Fenerbahçe sämtliche nationale Meisterschaften und gewann in der Saison 2016/17 als erste und einzige türkische Mannschaft die EuroLeague.
- EuroLeague-Sieger: 2017, 2025
- Türkische Basketballmeisterschaft der Herren: 1957, 1959, 1965, 1991, 2007, 2008, 2010, 2011, 2014
- Türkischer Basketballpokal der Herren: 1954, 1958, 1959, 1960, 1961, 1967, 2010, 2011, 2013

#### Damen
- Siehe auch: Erfolge

Fenerbahçe dominiert die Liga seit 10 Jahren (seit Saison 2001/02). Man gewann seit 2001/02 insgesamt 10 von möglichen 12 Meisterschaften. Die abgelaufenen acht Spielzeiten war Fenerbahçe ständig türkischer Meister (seit 2005/06).
- Türkische Basketballmeisterschaft der Damen (Türkiye Kadınlar Basketbol Ligi)
  - Meister (11): 1998/99, 2001/02, 2003/04, 2005/06, 2006/07, 2007/08, 2008/09, 2009/10, 2010/11, 2011/12, 2012/13

- Türkischer Basketballpokal der Damen (Kadınlar Türkiye Kupası)
  - Meister (9): 1998/99, 1999/00, 2000/01, 2003/04, 2004/05, 2005/06, 2006/07, 2007/08, 2008/09

- Präsident Pokal (Cumhurbaşkanlığı Kupası)
  - Meister (8): 1998/99, 1999/00, 2000/01, 2003/04, 2004/05, 2006/07, 2009/10, 2011/12

- Türkische Meisterschaft (Türkiye Şampiyonası)
  - Meister (3): 1956, 1957, 1958

- Euroleague Women
  - Sieger (1): 2023
  - Finalist (4): 2013, 2014, 2017, 2022

### Volleyball

#### Männer
- Siehe auch: Erfolge

Fenerbahçe dominiert seit der Saison 2007/08 die Liga. Man gewann 4 Meisterschaften in den letzten 6 Spielzeiten. Fenerbahçe gewann seine einzigen 4 Meisterschaften in den letzten 6 Jahren.
- Türkische Volleyballmeisterschaft der Männer (Aroma Erkekler Voleybol 1. Ligi)
  - Meister (4): 2007/08, 2009/10, 2010/11, 2011/12
- Türkischer Volleyballpokal der Männer (Voleybol Erkekler Türkiye Kupası)
  - Pokalsieger (2): 2007/08, 2011/12
- Balkan Pokal (Balkan Kupası)
  - Meister (1): 2009/10

#### Frauen
- Siehe auch: Erfolge

Fenerbahçe dominiert mit die Liga seit der Saison 2008/09, man gewann 3 Meisterschaften in den vergangenen 5 Jahren, diese 3 Meisterschaften sind auch die einzigen Meisterschaften Fenerbahçes.
- Istanbul Volleyballmeisterschaft der Frauen (İstanbul Bayanlar Voleybol Ligi)
  - Meister (10): 1955/56, 1956/57, 1957/58, 1958/59, 1960/61, 1967/68, 1968/69, 1970/71, 1971/72, 1972/73
- Türkischer Meister (Türkiye Sampiyonluğu)
  - Meister (8): 1956, 1957, 1958, 1959, 1960, 1968, 1969, 1972
- Türkischer Volleyball-Supercup der Frauen (Voleybol Bayanlar Süper Kupa)
  - Meister (2): 2009, 2010
- Türkischer Volleyballpokal der Frauen (Voleybol Bayanlar Türkiye Kupası)
  - Pokalsieger (1): 2009/10
- Türkische Volleyballmeisterschaft der Frauen (Aroma Bayanlar Voleybol 1. Ligi)
  - Meister (3): 2008/09, 2009/10, 2010/11
- Europa Indesit Champions League
  - Meister (1):  2011/12
- Volleyball-Club-Weltmeisterschaft der Frauen
  - Meister (1): 2010

### Tischtennis
Die Tischtennis-Damenmannschaft gehört zu den besten Teams in Europa. 2012 und 2013 siegten sie im ETTU Cup. Bekannte Spielerinnen sind Elizabeta Samara, Melek Hu und Viktoria Pawlovich.

### Diverses
Fenerbahçe SK gewann in der Saison 2010/11 alle Meisterschaften bei Mannschaftssportarten an der sie auch teilnahmen; Fußball, Basketball sowohl Herren- und Damenabteilung und Volleyball sowohl Herren- und Damenabteilung.

## Einrichtungen

### Stadion

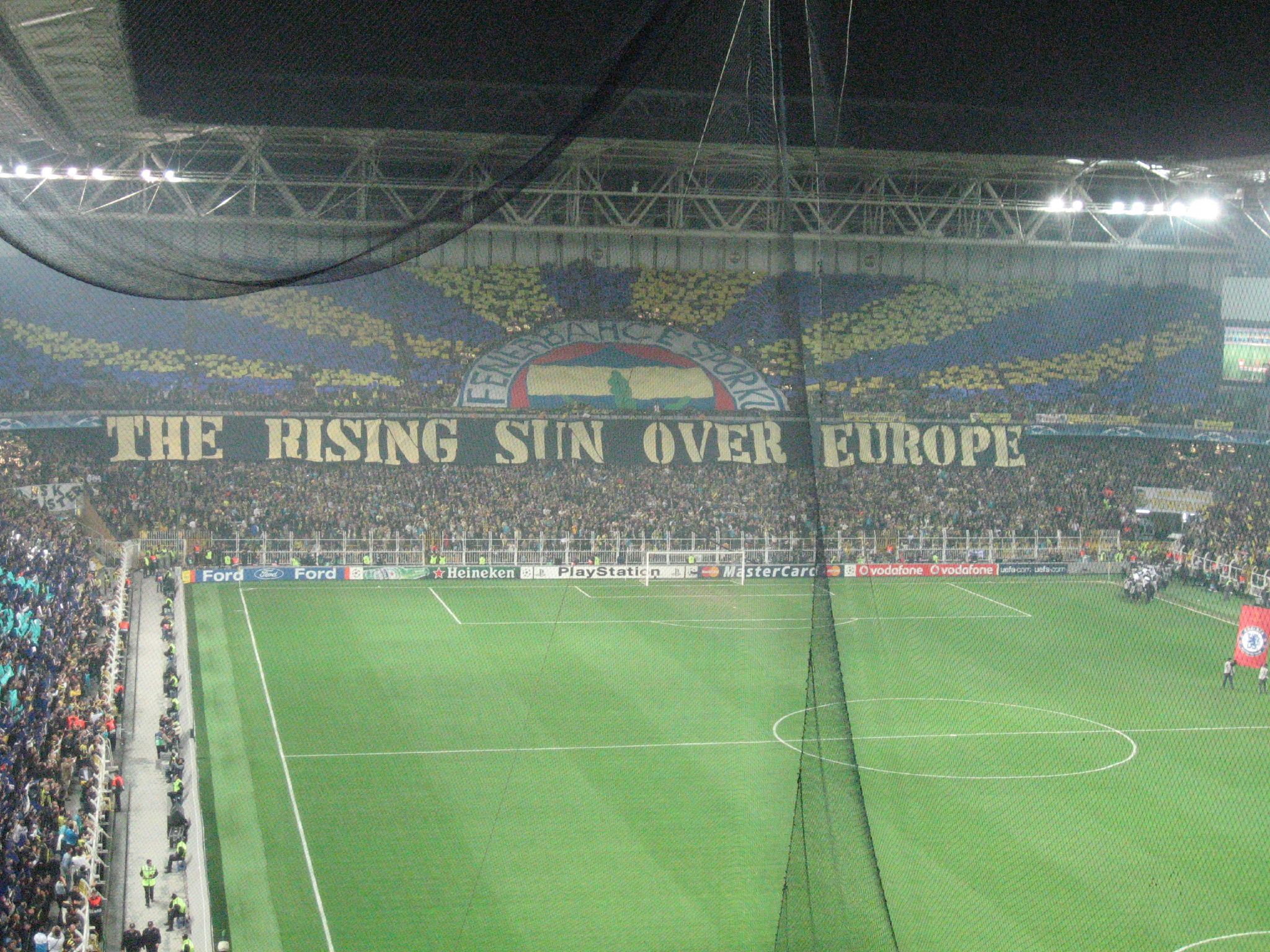
Tribünenbild vor dem Heimspiel gegen den FC Chelsea

Fenerbahçe Istanbul trägt seine Heimspiele seit 1908 im Şükrü Saracoğlu Stadı aus, das zum damaligen Zeitpunkt noch namenlos war. Das Stadion befindet sich im asiatischen Teil Istanbuls in Kadıköy. 1908 hatte es eine Kapazität von 20.000 Plätzen. Sein Namensgeber wurde der frühere Vereinspräsident Şükrü Saracoğlu, der 16 Jahre lang als Präsident für die Blau-Gelben tätig war. In der Zeit der Saison 2000/01 bis 2003/04 wurde das Stadion viermal erweitert, die aktuelle Kapazität beträgt 50.509 Plätze. Am 27. Februar 2008 gab der Verein auf seiner Webseite bekannt, dass das Stadion erneut erweitert und ein bewegbares Dach installiert werde. Der Bauzeitpunkt ist noch unbekannt.
Das Şükrü Saracoğlu Stadı wurde von der UEFA als Stadion der Kategorie 4 (bis 2010: Elitestadion) klassifiziert und war Gastgeber des UEFA-Pokal-Finales 2009.

### Andere Einrichtungen
- Faruk Ilgaz Tesisleri
- Fenerbahçe Can Bartu Tesisleri
- Merkez Yönetim Binası
- Fenerbahçe Lefter Küçükandonyadis Kamp Tesisleri
- Altyapı Tesisleri
- Kapalı Spor Salonu
- Fikirtepe Tesisleri
- Kayışdağı Tesisleri ve Fenerbahçe Koleji
- Vefa Küçük Kapalı Yüzme Havuzu
- Tam Olimpik Açık Yüzme Havuzu
- Fenerbahçe Todori Tesisleri
- Fenerbahçe Türk Telekom Ankara Tesisleri
- Fenerbahçe Düzce Topuk Yaylası Tesisleri
- Fenerbahçe Ülker Sports Arena
- 3 Temmuz Akademisi

### Fenerbahçe-Museum
Im Fenerbahçe-Museum sind die zahlreichen Trophäen des Vereins ausgestellt – auch die Erfolge der anderen Abteilungen werden dort gewürdigt, wie z. B. die erste olympische Bronzemedaille für die Türkei im Dreisprung, gewonnen an den Olympischen Spielen 1948 in London durch den Fenerbahçe-Athlet Ruhi Sarıalp.